# Gran Premio motociclistico delle Nazioni 1951
Il Gran Premio motociclistico delle Nazioni 1951 fu l'ottavo e ultimo appuntamento del motomondiale 1951.
Si svolse il 9 settembre 1951 sul circuito di Monza e vide la vittoria di Alfredo Milani su Gilera in 500, di Geoff Duke su Norton in 350, di Enrico Lorenzetti nella Classe 250, di Carlo Ubbiali nella Classe 125 e di Albino Milani, fratello del vincitore della 500 Alfredo, nei sidecar.

## Classe 500

### Arrivati al traguardo
| Pos. | Pilota           | Moto       | Tempo        | Punti |
| ---- | ---------------- | ---------- | ------------ | ----- |
| 1    | Alfredo Milani   | Gilera     | 1h 11' 24" 3 | 8     |
| 2    | Umberto Masetti  | Gilera     | +48" 8       | 6     |
| 3    | Nello Pagani     | Gilera     | +49" 9       | 4     |
| 4    | Geoff Duke       | Norton     | +1' 07" 5    | 3     |
| 5    | Bruno Ruffo      | Moto Guzzi | +1' 27" 6    | 2     |
| 6    | Bill Doran       | AJS        | +1' 32" 1    | 1     |
| 7    | Libero Liberati  | Gilera     | +1' 56" 6    |       |
| 8    | Jack Brett       | Norton     | +1 giro      |       |
| 9    | Carlo Bandirola  | MV Agusta  | +1 giro      |       |
| 10   | Reg Armstrong    | AJS        | +1 giro      |       |
| 11   | Johnny Lockett   | Norton     | + 2 giri     |       |
| 12   | Ray Amm          | Norton     | +2 giri      |       |
| 13   | Dante Bianchi    | Moto Guzzi | +2 giri      |       |
| 14   | Giuseppe Colnago | Gilera     | +2 giri      |       |
| 15   | Bill Petch       | AJS        | +2 giri      |       |
| 16   | Giulio Galbiati  | Moto Guzzi | +4 giri      |       |
| 17   | Facchinetti      | Gilera     | +4 giri      |       |

## Classe 350

### Arrivati al traguardo
| Pos. | Pilota          | Moto      | Tempo        | Punti |
| ---- | --------------- | --------- | ------------ | ----- |
| 1    | Geoff Duke      | Norton    | 0h 57' 29" 9 | 8     |
| 2    | Ken Kavanagh    | Norton    | +00" 5       | 6     |
| 3    | Jack Brett      | Norton    | +40" 8       | 4     |
| 4    | Bill Doran      | AJS       | +1' 20" 4    | 3     |
| 5    | Reg Armstrong   | AJS       | +1' 20" 4    | 2     |
| 6    | Rod Coleman     | AJS       | +1' 21" 1    | 1     |
| 7    | Leslie Graham   | Velocette | +1 giro      |       |
| 8    | Tommy Wood      | Velocette | +1 giro      |       |
| 9    | Bill Petch      | AJS       | +1 giro      |       |
| 10   | Ray Amm         | Norton    | +1 giro      |       |
| 11   | Bob Matthews    | Velocette | +1 giro      |       |
| 12   | Roland Schnell  | Parilla   | +1 giro      |       |
| 13   | Humphrey Ranson | AJS       | +2 giri      |       |

## Classe 250

### Arrivati al traguardo
| Pos | Pilota            | Moto       | Tempo        | Punti |
| --- | ----------------- | ---------- | ------------ | ----- |
| 1   | Enrico Lorenzetti | Moto Guzzi | 0h 52' 34" 6 | 8     |
| 2   | Tommy Wood        | Moto Guzzi | +00" 8       | 6     |
| 3   | Bruno Ruffo       | Moto Guzzi | +1' 47" 7    | 4     |
| 4   | Alano Montanari   | Moto Guzzi | +1' 56" 9    | 3     |
| 5   | Bruno Francisci   | Moto Guzzi | +2' 07" 9    | 2     |
| 6   | Guido Paciocca    | Moto Guzzi | +2' 34" 6    | 1     |

## Classe 125

### Arrivati al traguardo
| Pos | Pilota            | Moto        | Tempo        | Punti |
| --- | ----------------- | ----------- | ------------ | ----- |
| 1   | Carlo Ubbiali     | FB Mondial  | 0h 44' 26" 2 | 8     |
| 2   | Romolo Ferri      | FB Mondial  | +51" 4       | 6     |
| 3   | Luigi Zinzani     | Moto Morini | +1' 02" 9    | 4     |
| 4   | Cromie McCandless | FB Mondial  | +2' 07" 1    | 3     |
| 5   | Otello Spadoni    | FB Mondial  | +2' 27" 5    | 2     |
| 6   | Giuseppe Matucci  | MV Agusta   | +2' 27" 8    | 1     |
| 7   | Vittorio Zanzi    | Moto Morini | +1 giro      |       |
| 8   | Felice Benasedo   | FB Mondial  | +1 giro      |       |
| 9   | Franco Bertoni    | MV Agusta   | +1 giro      |       |
| 10  | Emilio Mendogni   | Moto Morini | +1 giro      |       |
| 11  | Georges Burggraf  | MV Agusta   | +3 giri      |       |
| 12  | Rosati            | MV Agusta   | +4 giri      |       |
| 13  | W. Zylaad         | MV Agusta   | +4 giri      |       |

## Classe sidecar

### Arrivati al traguardo
| Pos | Pilota             | Passeggero        | Moto       | Tempo      | Punti |
| --- | ------------------ | ----------------- | ---------- | ---------- | ----- |
| 1   | Albino Milani      | Giuseppe Pizzocri | Gilera     | 0h 42' 01" | 8     |
| 2   | Eric Oliver        | Lorenzo Dobelli   | Norton     | +00" 4     | 6     |
| 3   | Peter 'Pip' Harris | Neil Smith        | Norton     | +1 giro    | 4     |
| 4   | Hans Haldemann     | Josef Albisser    | Norton     | +1 giro    | 3     |
| 5   | Jacques Drion      | Bob Onslow        | Norton     | +1 giro    | 2     |
| 6   | Jean Murit         | André Emo         | Norton     | +1 giro    | 1     |
| 7   | Marcel Masuy       | Denis Jenkinson   | Norton     | +1 giro    |       |
| 8   | Guido Galbiati     | Zabini            | Moto Guzzi | +1 giro    |       |
| 9   | Renato Prati       | Marino Saguato    | Moto Guzzi | +2 giri    |       |
| 10  | Fritz Mühlemann    | Marie Mühlemann   | Norton     | +2 giri    |       |
| 11  | Jean Debotze       | n.d.              | Norton     | +3 giri    |       |
| 12  | Henry Meuwly       | n.d.              | Gilera     | +3 giri    |       |
| 13  | Jakob Keller       | Gianfranco Zanzi  | Gilera     | +4 giri    |       |
| 14  | Roberto Besana     | n.d.              | n.d.       | +5 giri    |       |

## Fonti e bibliografia
- Corriere dello Sport, 10 settembre 1951, pag. 8.